# Habitatge a la Via Massagué, 19 (Sabadell)
L'Habitatge a la Via Massagué, 19 és una obra noucentista de Sabadell (Vallès Occidental) inclosa a l'Inventari del Patrimoni Arquitectònic de Catalunya.

## Descripció
Edifici d'habitatges amb planta baixa, principal, pis i àtic. La façana, de composició simètrica combina l'obra vista i l'aplacat de pedra, està presidida per una tribuna central de planta circular sobre la qual descansa una balconada. La resta d'obertures són finestres quadrades amb un ampit que sobresurt. Les finestres de l'àtic estan separades per unes columnes i al seu costat, hi ha unes gàrgoles que rematen l'edifici.